# Hubert Steiner
Hubert Steiner (* 28. September 1957 in Klagenfurt) ist ein österreichischer Historiker.

## Leben
1976 absolvierte Hubert Steiner die Matura am zweiten Bundesgymnasium in Klagenfurt. Von 1976 bis 1984 studierte er Geschichte, Alte Geschichte und Altertumskunde an der Karl-Franzens-Universität in Graz. In seiner Dissertation befasste er sich mit der Stadt Klagenfurt im Ersten Weltkrieg.
Von 1987 bis 2022 war Hubert Steiner am Österreichischen Staatsarchiv in Wien, wo er das Aktenmaterial des Bundesministeriums für Finanzen der Ersten und Zweiten Republik betreut. 1990 begann er in der Folge der Affäre Waldheim gemeinsam mit seinem Kollegen Christian Kucsera mit der elektronischen Erfassung eines Teilbestandes der nationalsozialistischen Vermögensverkehrsstelle, den Vermögensanmeldungen. Mehr als 50.000 Datensätze wurden in die Form des Findbehelfs Recht als Unrecht gebracht. Seine Tätigkeit verbindet ihn auf das Engste mit dem Nationalfonds der Republik Österreich für Opfer des Nationalsozialismus und der Anlaufstelle der Israelitischen Kultusgemeinde Wien für jüdische NS-Verfolgte. Von 1998 bis 2003 leistete er seinen Beitrag zur Arbeit der österreichischen Historikerkommission.
Über seine wissenschaftliche Arbeiten hielt Hubert Steiner Vorträge in Wien, Köln, Berlin, Warschau, Jerusalem, Chicago, New York, Minsk und Moskau  zum Thema des Vermögensentzuges und der Restitution in Österreich.

## Auszeichnungen
- 1999: Marietta und Friedrich Torberg-Medaille der Israelitischen Kultusgemeinde (Laudator Franz Vranitzky)
- 2002: Goldenes Ehrenzeichen für Verdienste um die Republik Österreich
- 2010: Silbernes Ehrenzeichen für Verdienste um das Land Wien (überreicht durch Andreas Mailath-Pokorny)[1][2]
- 2015: Großes Ehrenzeichen des Landes Kärnten (überreicht durch Peter Kaiser)
- 2016: Ehrenurkunde des Justizministeriums der Republik Belarus, Departement für Archivwesen (beurkundet durch Vladimir Adamushko)
- 2017: Großes Ehrenzeichen für Verdienste um die Republik Österreich verliehen von Bundespräsident Alexander Van der Bellen (beurkundet durch Bundeskanzler Christian Kern)[3]
- 2017: Goldene Medaille der Stadt Klagenfurt verliehen von Bürgermeisterin Maria-Luise Mathiaschitz[4][5][6]
- 2023: Berufstitel Professor verliehen von Bundespräsident Alexander Van der Bellen[7]

## Schriften (Auswahl)
- Klagenfurt im Ersten Weltkrieg. Phil. Diss. Graz 1983.
- Die österreichisch – griechischen Handelsverträge 1914–1925. In: SCRINIUM 48, Wien 1994.
- Österreich im Dienste des Friedens auf der Mittelmeerinsel Zypern. Der Beginn der Mission im Rahmen der Vereinten Nationen. In: Das Blatt im Meer. Zypern in Österreichischen Sammlungen. (Sonderdruck) 1997.
- „Recht als Unrecht“. Quellen zur wirtschaftlichen Entrechtung der Wiener Juden durch die NS-Vermögensverkehrsstelle (gemeinsam mit Christian Kucsera). Wien 1990–1993.
- Das Skartieren von Ministerialakten. In: Scrinium 44/45. Wien 1991.
- Die USIA-Betriebe. Ihre Gründung, Organisation und Rückgabe in die österreichische Hoheitsverwaltung. In: Mitteilungen des österreichischen Staatsarchivs. Band 43. Wien 1993.
- Das Archiv der Republik und seine Bestände. Teil 1: Das Archivgut der 1. Republik und aus der Zeit von 1938 bis 1945. In: Mitteilungen des Österreichischen Staatsarchivs, Inventare 2. Wien 1996.
- The Files of the Nationalsocialistic Authority Dealing with Properties (Vermögensverkehrsstelle) within the Archive of Republic and the Records of Restitution. In The Unifying Aspects of Cultures. TRANS-Studien zur Veränderung der Welt. Wien 2004. ISBN 3-8258-7616-0
- Die Erkenntnisse der österreichischen Historikerkommission zur nationalsozialistischen Judenpolitik unter besonderer Berücksichtigung der Quellen im Österreichischen Staatsarchiv/Archiv der Republik in Historische Mitteilungen Band 20, Köln 2007.
- Vermögensverkehrsstelle, Finanzlandesdirektion und Hilfsfonds. Zur Arbeitsweise der Behörden. In: Birgit Johler, Maria Fritsche (Hrsg.): 1938. Adresse: Servitengasse. Eine Nachbarschaft auf Spurensuche. Wien 2007, ISBN 978-3-85476-233-1.
- Kärnten im Ersten Weltkrieg für das Projekt „Krieg=daDa“[8] von ARBOS – Gesellschaft für Musik und Theater 2014–2019[9].
- Die Österreichische Historikerkommission und die Deportationslisten im Österreichischen Staatsarchiv. In: Maly Trostinec – Das Totenbuch. Den Toten ihre Namen geben. Die Deportationslisten Wien – Minsk / Maly Trostinec 1941/1942. Wien-Ohlsdorf: Edition Ausblick 2015, ISBN 978-3-903798-48-9, S. 35–39
- Rede zur Übergabe der faksimilierten Deportationslisten (Wien-Minsk 1941/1942) an die belarussischen Archivbehörden am 18. Januar 2016.[10][11][12][13]
- Wer sich nicht an die Vergangenheit erinnert, ist dazu verdammt, sie zu wiederholen Hubert Steiner im Gespräch mit Tina Walzer.[14]
- Vermögensentzug und Restitution in: Der Sozialdemokratische Kämpfer, Heft 01/2017, S. 15[15]
- Räder müssen rollen - Fahrplanmässig in den Tod - Der Anteil der Deutschen Reichsbahn am Holocaust[16]
- Über Restitution in: Illustrierte Neue Welt gegründet von Theodor Herzl, Ausgabe 4/2023, Seite 10[17]